# Wing Tai Barrymore
Wing Tai Barrymore (ur. 1 maja 1992 r.) – amerykański narciarz dowolny, specjalizuje się w Half-pipe'ie. Jak dotąd nie startował w mistrzostwach świata i na igrzyskach olimpijskich. Najlepsze wyniki w Pucharze Świata osiągnął w sezonie 2011/2012, kiedy to zajął 44. miejsce w klasyfikacji generalnej, a w klasyfikacji halfpipe'u był 3. 9 grudnia 2011 roku wywalczył swoje pierwsze podium w Pucharze Świata było to w amerykańskim Copper Mountain, gdzie zdobył 1. miejsce w Half-pipe'ie. 

## Sukcesy

### Puchar Świata

#### Miejsca w klasyfikacji generalnej
- 2010/2011 – 123.
- 2011/2012 – 44.[1]

#### Zwycięstwa w zawodach
1. Copper Mountain – 9 grudnia 2012 (Halfpipe)